# Ferrodraco lentoni
Ferrodraco lentoni — вид птерозаврів родини Anhangueridae, що існував у пізній крейді (96-90 млн років тому). Описаний у 2019 році.

## Скам'янілості

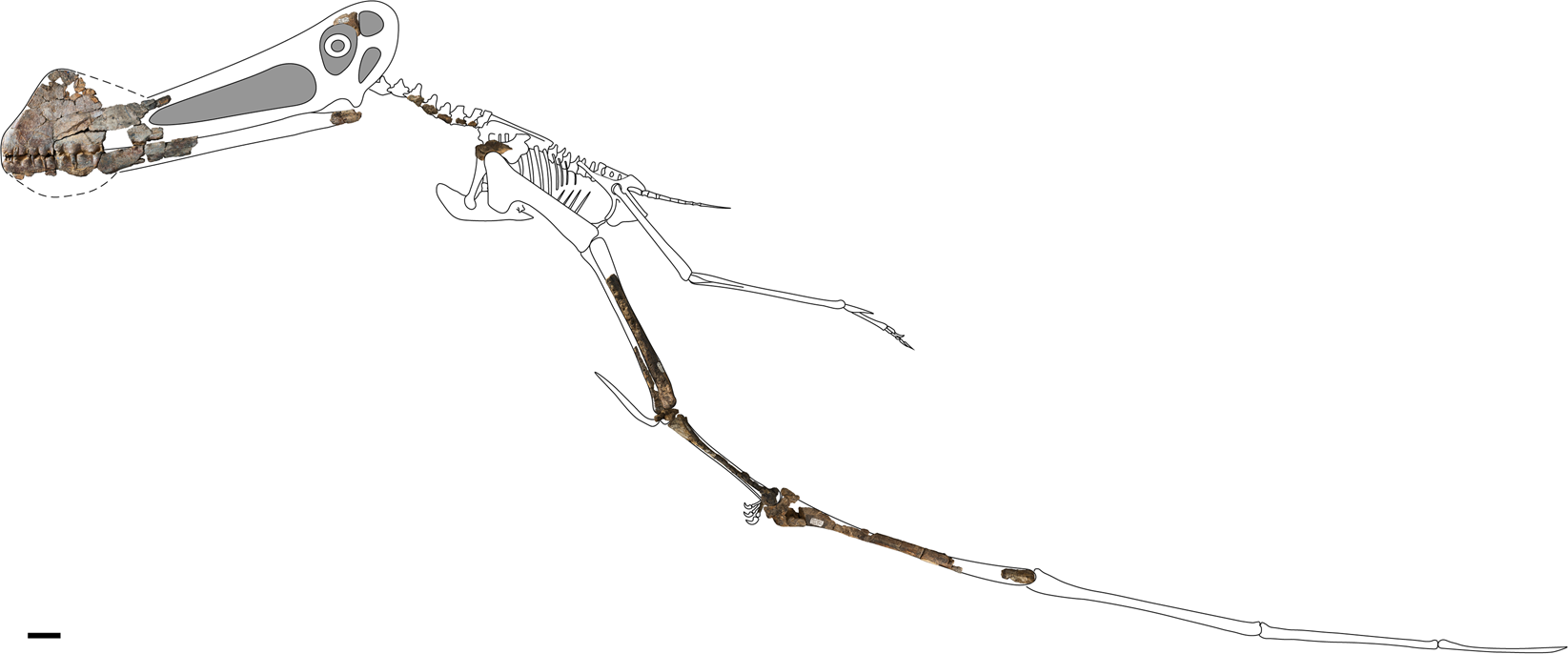
Реконструкція скелету птерозавра на основі відомого матеріалу

Викопні рештки знайдені у квітні 2017 року у відкладеннях формації Вінтон у штаті Квінсленд на північному сході Австралії. Описаний з решток передньої частини черепа та частини крила.

## Назва
Родова назва Ferrodraco перекладається як «залізний дракон», дана через те, що рештки рептилії знайдені у покладах залізної руди. Вид F. lentoni названо на честь мера міста Вінтон Грема Лентона.

## Опис
За оцінками, розмах крила Ferrodraco сягав до 4 м, а череп  — 60 см завдовжки..